# アホウドリ
アホウドリ（信天翁、阿房鳥、阿呆鳥、アルバトロス、Phoebastria albatrus）は、ミズナギドリ目アホウドリ科キタアホウドリ属に分類される鳥類。

## 分布
北太平洋に分布する。
夏季にはベーリング海やアラスカ湾、アリューシャン列島周辺で暮らし、冬季になると繁殖のために日本近海への渡りをおこない南下する。鳥島と尖閣諸島北小島、南小島でのみ繁殖が確認されていた。
2011年と2012年、2014年にはミッドウェー環礁でも繁殖が確認されたほか、2015年には小笠原諸島の媒島で戦後初となる繁殖が確認され、以降は嫁島や聟島でも繁殖が確認されている。

## 形態
全長84 - 100センチメートル。翼開長190 - 240センチメートル。体重3.3 - 5.3キログラム。飛行できる現存の鳥類の中では最大級である。
全身の羽衣は白い。後頭から後頸にかけての羽衣は黄色い。尾羽の先端が黒い。翼上面の大雨覆の一部、初列風切、次列風切の一部は黒く、三列風切の先端も黒い。翼下面の色彩は白いが、外縁は黒い。
嘴は淡赤色で、先端は青灰色。後肢は淡赤色、青灰色で、水かきの色彩は黒い。
雛の綿羽は黒や暗褐色、灰色。幼鳥は全身の羽衣が黒褐色や暗褐色で、成長に伴い白色部が大きくなる。

## 分類
以前は Diomedea 属に分類されていたが、ミトコンドリアDNAのシトクロムbの分子解析から Phoebastria 属に分割された。
種内ではミトコンドリアDNAの分子解析から、鳥島の繁殖個体群のうち大部分を占める系統と、鳥島の一部（約7%）と尖閣諸島で繁殖する系統の2系統があると推定された。北海道礼文島の約1,000年前の遺跡から発掘された本種の骨でも同様の解析を行ったところ、同じ2系統が確認されたため、少なくとも1,000年以上前には分化していたと推定され、この2系統の遺伝的距離はアホウドリ科の別属の姉妹種間の遺伝的距離と同程度であるため、別種としての分類も可能であるとされた。
2020年11月、北海道大学と山階鳥類研究所の研究チームはこれらの二種が別種であると確認し、発表した。この種は手根骨が短いことから翼長も短く、鳥島の系統と比較して巣立ちが2週間早いとされる。また繁殖地となっている鳥島でも尖閣の種とアホウドリでは別につがいを作ることもわかっている。

## 生態
海洋に生息する。
魚類、甲殻類、軟体動物、動物の死骸を食べる。
繁殖様式は卵生。集団繁殖地（コロニー）を形成する。頸部を伸ばしながら嘴を打ち鳴らして（クラッタリング）求愛する。斜面に窪みを掘った巣に、10 - 11月に1個の卵を産む。雌雄交代で抱卵し、抱卵期間は64 - 65日。生後10か月以上で成鳥羽に生え換わる。
大柄な体格ゆえ、離陸には下り坂や向かい風を利用して助走する必要がある。助走中に風向きが変わったりした場合など、十分な揚力を得られずに離陸に失敗することもある。飛行中は波間の気流を捉えてダイナミックソアリングの技術を使うことで、全く羽ばたかずに数千キロの距離を滑空することが可能である。

## 人間との関係

### 名称
「アホウドリ」という和名は、人間が接近しても地表での動きが緩慢で、捕殺が容易だったことに由来する。日本付近にはアホウドリ類が3種（本種のほか、コアホウドリ、クロアシアホウドリ）が生息するが、古くはそれらを区別せず、京都北部沿岸地方や沖縄で「あほうどり」、伊豆諸島の八丈島や小笠原諸島では「ばかどり（馬鹿鳥）」などと呼んだ。
その他の地方名として、「沖にすむ美しい鳥・立派な鳥」の意味合いのある「おきのたゆう（沖の太夫）」「おきのじょう（沖の尉）」（山口県日本海沿岸部）、クジラとともにやって来ることから「らい」「らいのとり」（九州北部沿岸地方）があり、そのほか「とうくろう」（高知県）などがある。また、八丈島や小笠原諸島では、本種を「しろぶ」あるいは「しらぶ」、クロアシアホウドリを「くろぶ」と呼び分ける用法もあった。
アホウドリという名称は蔑称であるとして、山口県の日本海沿岸部で古くから呼ばれているオキノタユウ（沖の太夫、沖にすむ大きくて美しい鳥）に改名しようとする動きもある。
漢字表記として「信天翁」があり、音読みにして「しんてんおう」とも呼ばれる。「信天翁」という言葉については、他の鳥が取り落とした魚が天から降ってくるのを待つ鳥と考えられていたことから来た名前である（明代の『丹鉛総録』に記述があるが、この「信天翁」という鳥は中国内陸部の雲南省に住むとされ、本種を指すかは疑わしい）。なお、尖閣諸島の久場島にはこの名にちなんだ「信天山」という山がある。このほか日本では漢語的表現として「海鵝」（かいが）などが使われたことがある。
英語名称は Short-tailed albatross が一般的に用いられるが、アホウドリ類のほかの種に比べて特別に尾が短いわけではない。

### 文芸との関連
ドイツの哲学者にして詩人のフリードリヒ・ニーチェ（1844-1900）は「あほう鳥」と題する詩において、空高く、漂うように飛んでいるあほう鳥に向かって「ぼくもまた永遠の衝動によって高処をめざす」（円子修平訳）と詠っている。

### 生息数の激減と保護
羽毛目的の乱獲、リン資源採取による繁殖地の破壊などにより生息数は激減した。
1887年に羽毛採取が始まり、1933年に鳥島、1936年に聟島列島が禁猟区に指定されるまで乱獲は続けられた。当初は主に輸出用だったが、1910年に羽毛の貿易が禁止されてからも日本国内での流通目的のために採取され計6,300,000羽が捕殺されたと推定されている。以前は小笠原諸島・大東諸島・澎湖諸島でも繁殖していたとされるが、繁殖地は壊滅している。また彭佳嶼、西之島でも繁殖していたとされる。1939年には残存していた繁殖地である鳥島が噴火し、1949年の調査でも発見されなかったため絶滅したと考えられていた。
1951年に鳥島で繁殖している個体が再発見された。以降は測候所（後に気象観測所）による監視と保護が続けられていたが、1965年に火山性群発地震による気象観測所の閉鎖に伴い保護活動は休止した。1976年に調査や保護活動を再開し、ハチジョウススキ（1981年・1982年）やシバの植株と土木工事による繁殖地の整備、1992年には崩落の危険性が少ない斜面に模型（デコイ）を設置し、鳴き声を流す事で新しい繁殖地を形成する試みが進められ、繁殖数および繁殖成功率は増加している。
1971年に尖閣諸島の南小島の個体群も再発見され、1988年には繁殖が確認されている。2001年に北小島での繁殖も確認された。
2014年には小笠原諸島の媒島で雛が発見され、さらに2015年2月、同島に生息するつがいが発見され、両者の羽毛のDNA解析から親子関係が証明され、小笠原諸島で戦後初の繁殖確認となった。
日本では1956年3月3日に「鳥島のアホウドリ及びその繁殖地」として天然記念物に仮指定、1958年4月25日に「鳥島のアホウドリおよびその繁殖地」として国の天然記念物に指定、1962年4月19日に特別天然記念物に指定、1965年5月10日に特別天然記念物の名称が「アホウドリ」へ変更された。1993年に種の保存法施行に伴い国内希少野生動植物種に指定されている。
1951年における生息数は30 - 40羽、1999年における生息数は約1,200羽と推定されている。2006 - 2007年度における繁殖個体数は約2,360羽（鳥島80%、尖閣諸島20%）と推定されている。2018年の調査では鳥島集団の総個体数は5,165羽と推定された。
絶滅危惧II類 (VU)（環境省レッドリスト）
鳥島で火山活動が活発化する兆しがあるため、小笠原諸島の聟島に繁殖地を移す計画が2006年から進められている。鳥島で産まれたアホウドリの雛の一部を聟島に運んで育てることで、聟島を新たな繁殖地として認識させるというもので、2012年12月時点では、2008年から2009年にかけて旅立った25羽のうちの12羽が帰島している。また、つがいが産卵していたことも日本放送協会 (NHK) のカメラによって確認されたが、孵化はしておらず未受精卵だった。
その後、2014年5月に聟島の隣の媒島においてアホウドリの雛が発見され、2015年2月にはその親である聟島を巣立った人工飼育個体と野生個体のつがいが発見された。また、2017年3月には媒島を巣立ったつがいの子が聟島に帰還したことが確認され、人工飼育個体の子世代初の帰還例となり、2022年には同島で生まれた個体が繁殖、孫世代が誕生している。